# 行政院中央大樓
行政院中央大樓，又稱行政院大廈，是位於臺灣臺北市中正區的衙署建築，興建於日治時代後期，現為中華民國行政院本部所在地。
行政院中央大樓是一座以「日」字型平面設計的3至4層高建築，原認為是台灣總督府營繕課建築師井手薰的作品，但後來證明是囑託建築師篠原良來台設計，屬現代主義建築，以鋼骨與鋼筋混凝土作為建材，外牆貼有稱為「國防色面磚」的褐色面磚；委託協志營造廠於1937年起造、1940年落成，並於1941年投入使用。
行政院中央大樓落成之初為臺北市役所廳舍，為日治時代臺北市的市政廳。臺灣進入中華民國時代後，本建築先成為台灣省行政長官公署的辦公廳舍，1947年至1957年間作為台灣省政府的辦公廳使用直到遷至中興新村為止，在此之後成為行政院的辦公大樓使用至今。

## 歷史
1920年8月10日，台灣總督府正式公布台灣各州廳行政區劃；隨著台北市的設立，起初借用樺山尋常小學校校舍的台北市役所於1920年9月1日正式成立。然而隨著業務遽增，原先僅有庶務、財務兩課的台北市役所在規模不斷擴大之下，促使籌建市役所的計畫如火如荼地展開。在日本建築師井手薰的設計下，由曾因興建臺灣總督府電話交換局頗受好評的協志營造廠（今大同公司前身）負責台北市役所的巨大興建工程，於1937年動工起造，大興土木3年4個月才讓工程終於1940年完竣，並於1941年正式啟用為台北市役所。
1945年8月14日日本投降，中華民國接收台灣，剛就任的台灣省行政長官陳儀不進駐原台灣總督府廳舍而選擇在台北市役所辦公，由此使用不到4年的原台北市役所輾轉成為台灣省行政長官公署辦公廳。在二二八事件後，台灣省行政長官公署裁撤，原先的台灣省行政長官公署辦公廳遂於1947年5月26日起作為台灣省政府辦公廳；直至1957年台灣省政府遷移中興新村，原先的台北市役所正式於1959年改由行政院進駐使用，大樓名稱也隨之改為「行政院中央大樓」。

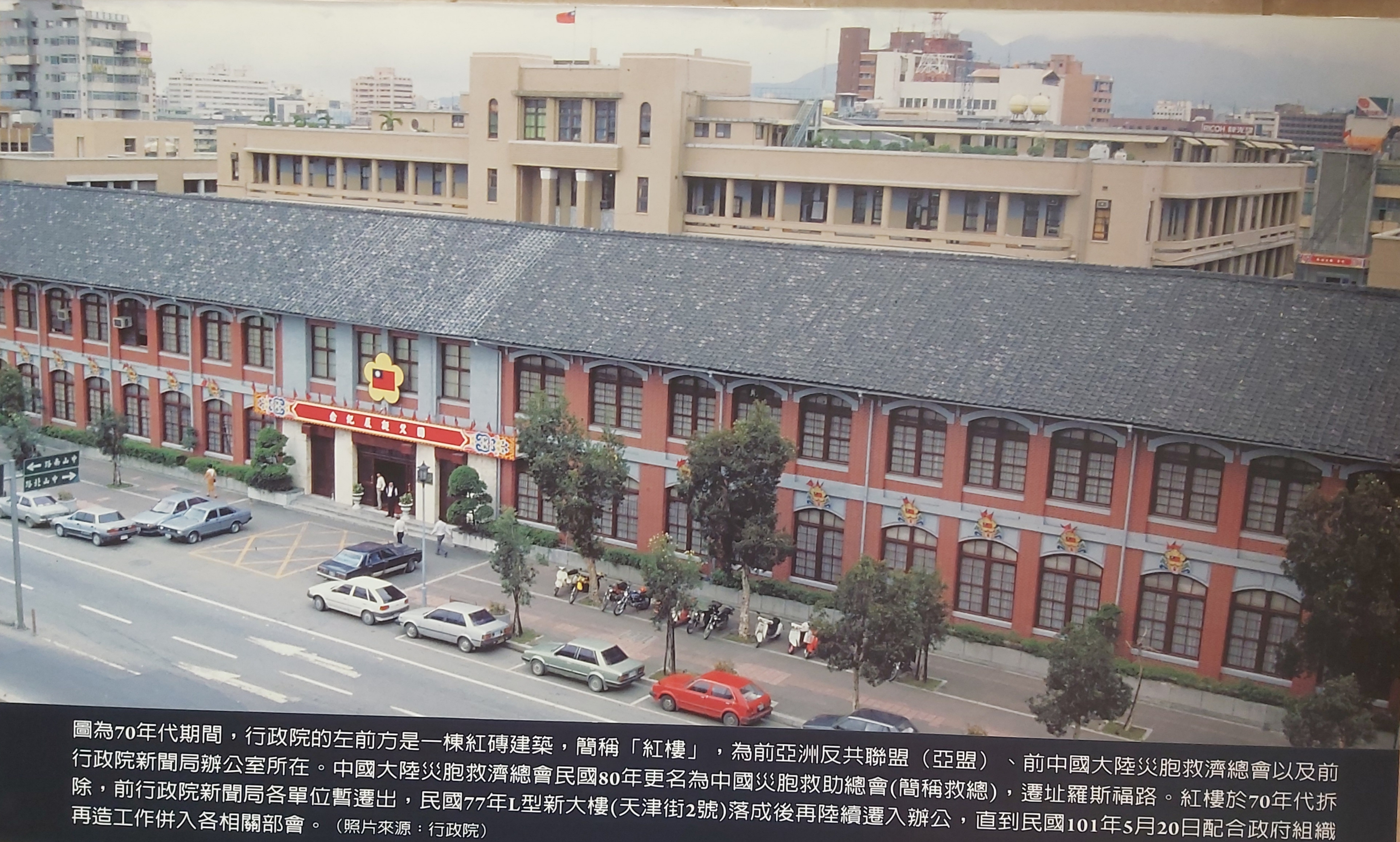
1980年代的行政院院區

在行政院進駐後，行政院中央大樓於1975年起至1991年間進行了3次大規模的整建及數十次的小規模整修，於1998年7月30日獲內政部「台內民字第8778042號函」指定為國定古蹟至今。

## 建築

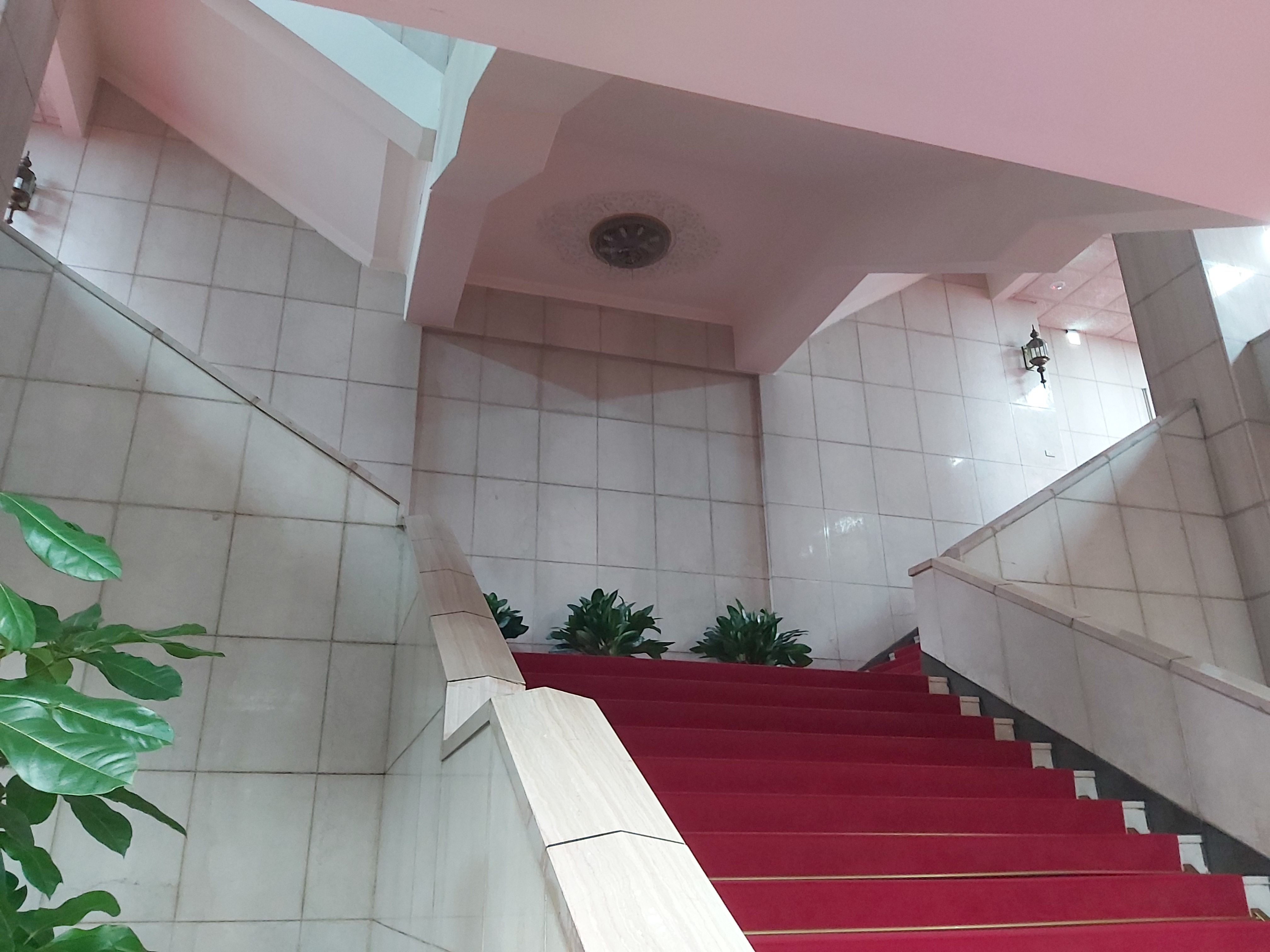
行政院大廳

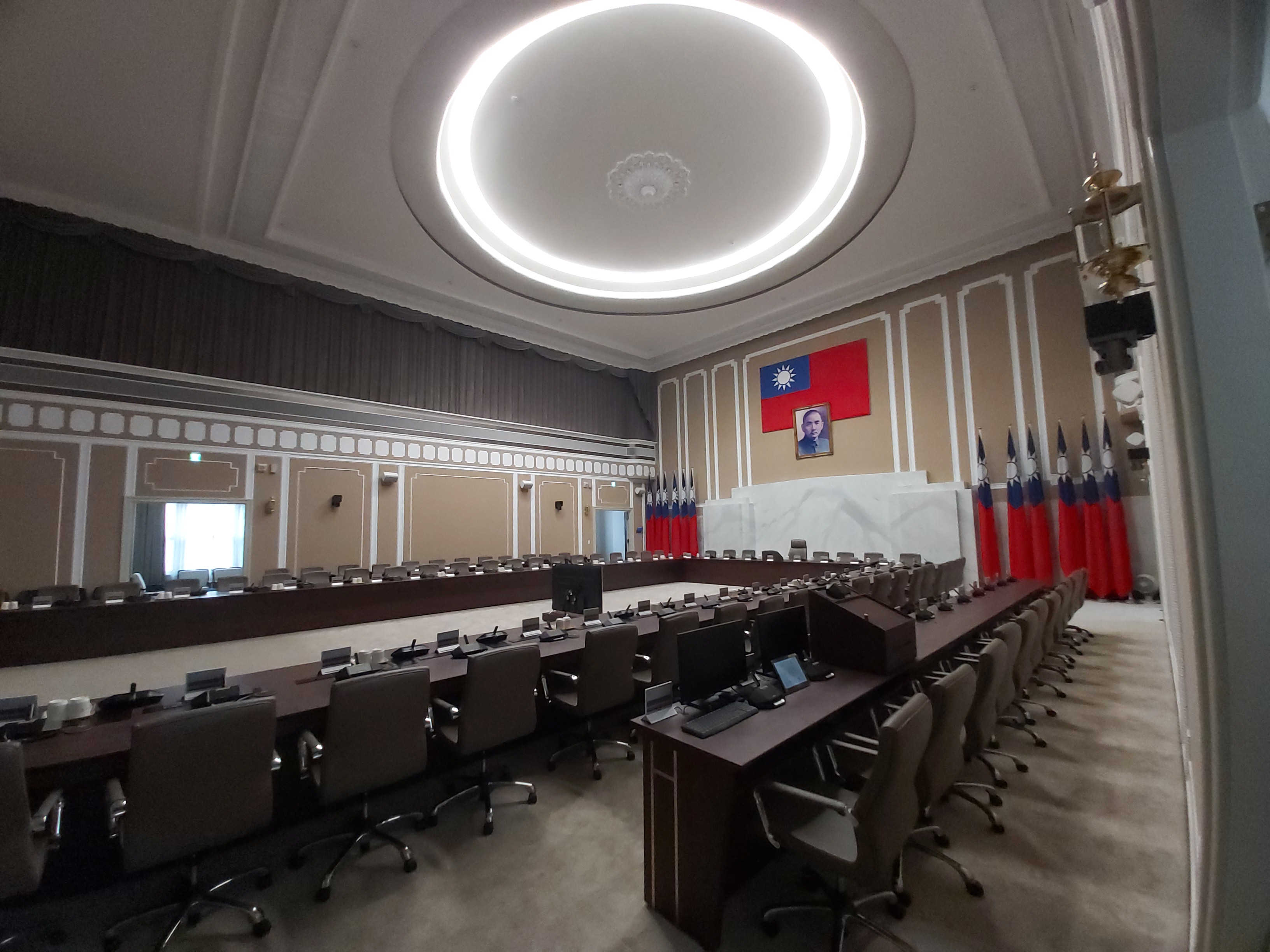
行政院院會廳

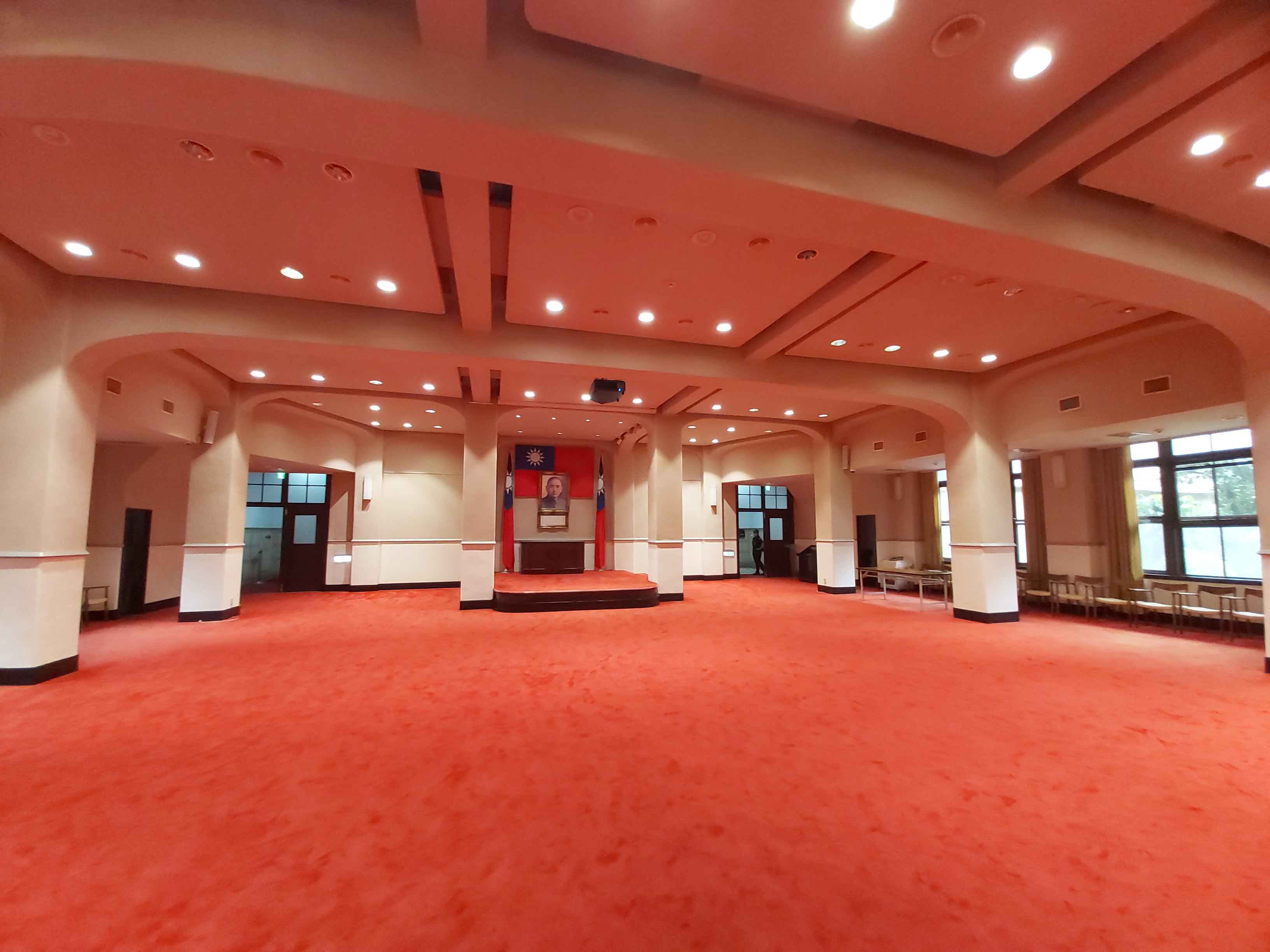
行政院大禮堂

### 基地
台灣日治時期，政府逐步在台北進行都市計畫，拆除台北府城的城牆、大舉闢建馬路，並且興建台北車站等公共設施，並於第二階段的都市計畫選定現址、原台北市最大型的小學校樺山尋常小學校作為台北市役所的建築基地使用，總面積廣達7,441坪。

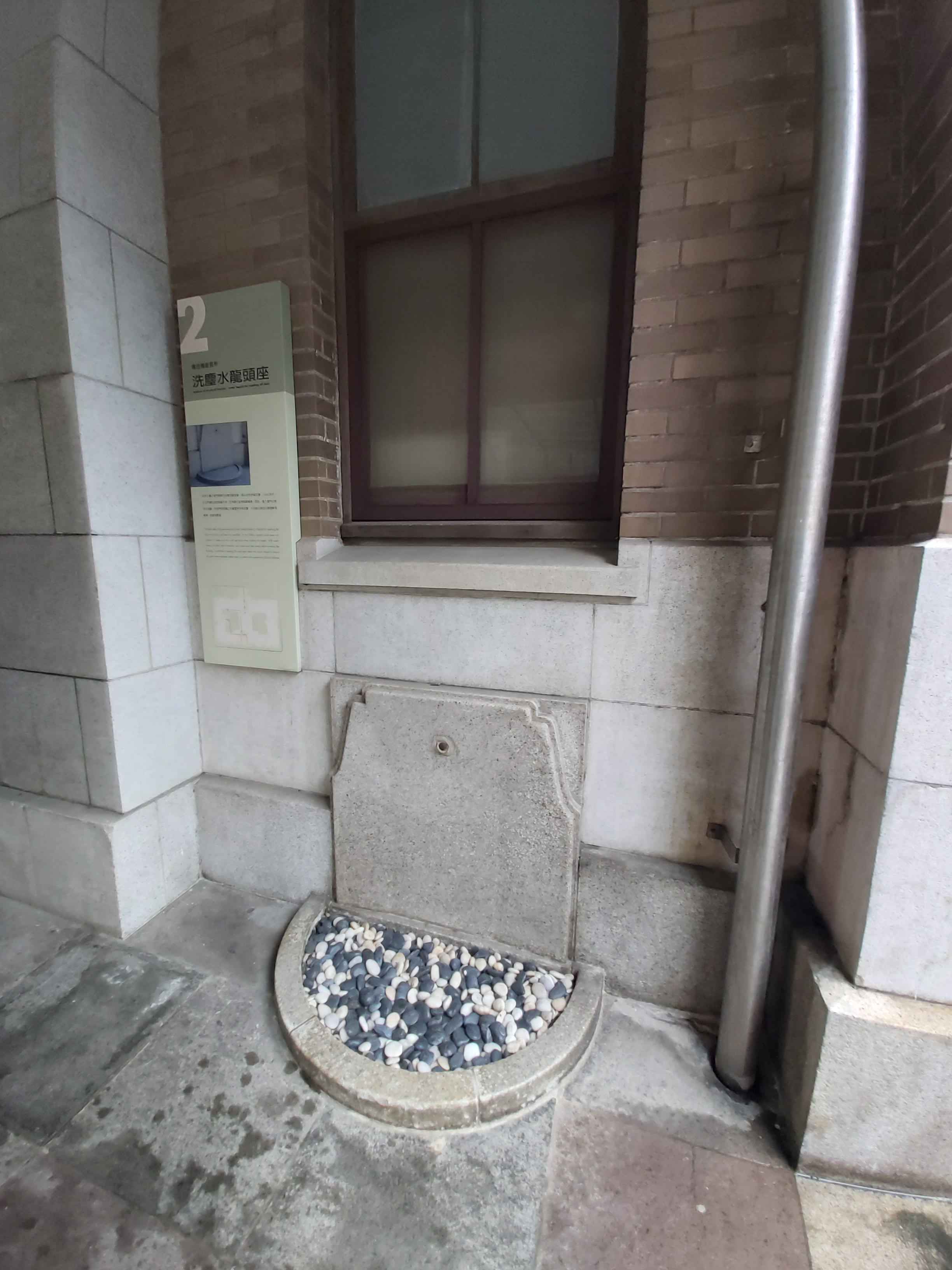
洗塵水龍頭座
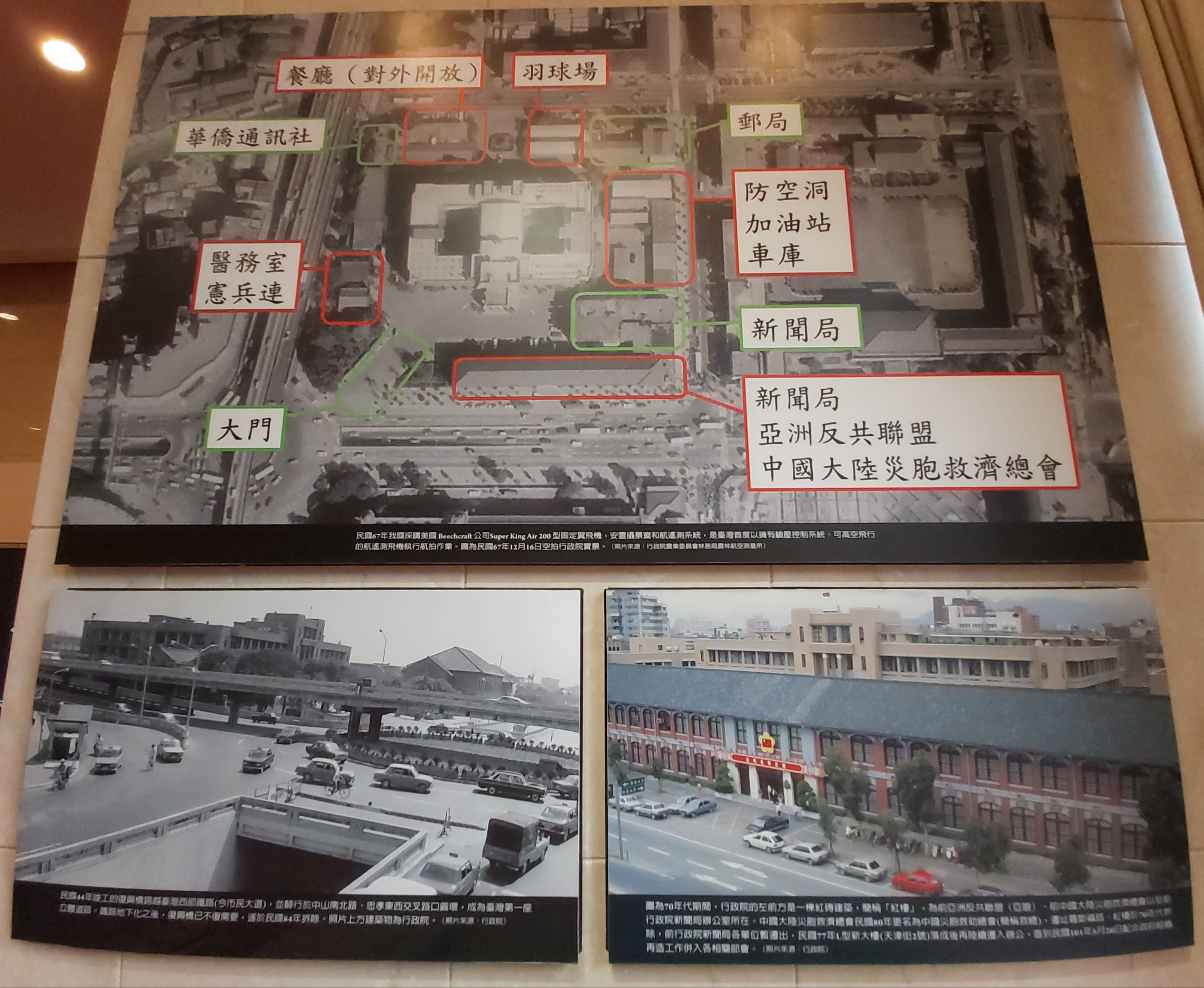
建物沿革
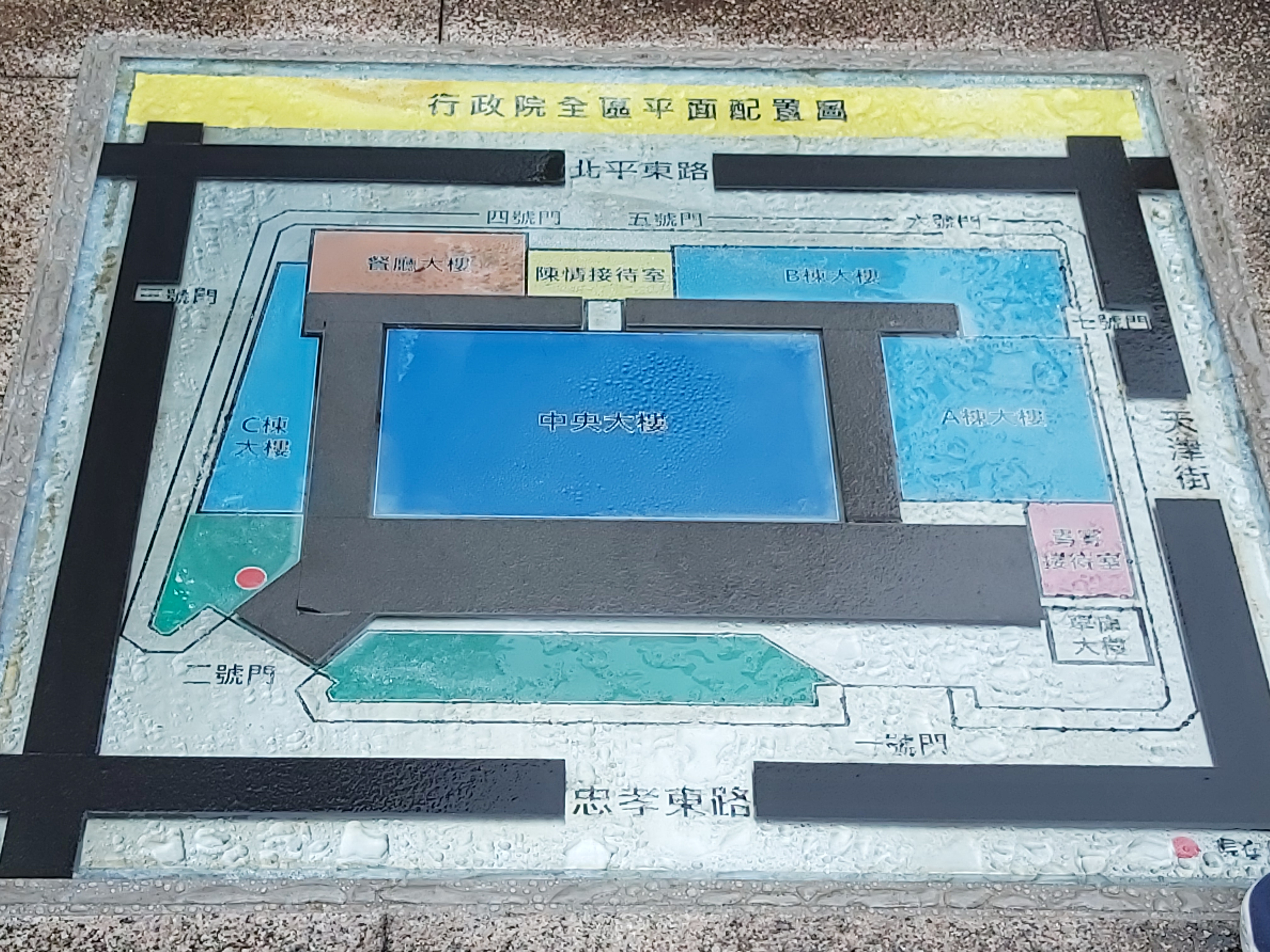
平面配置圖
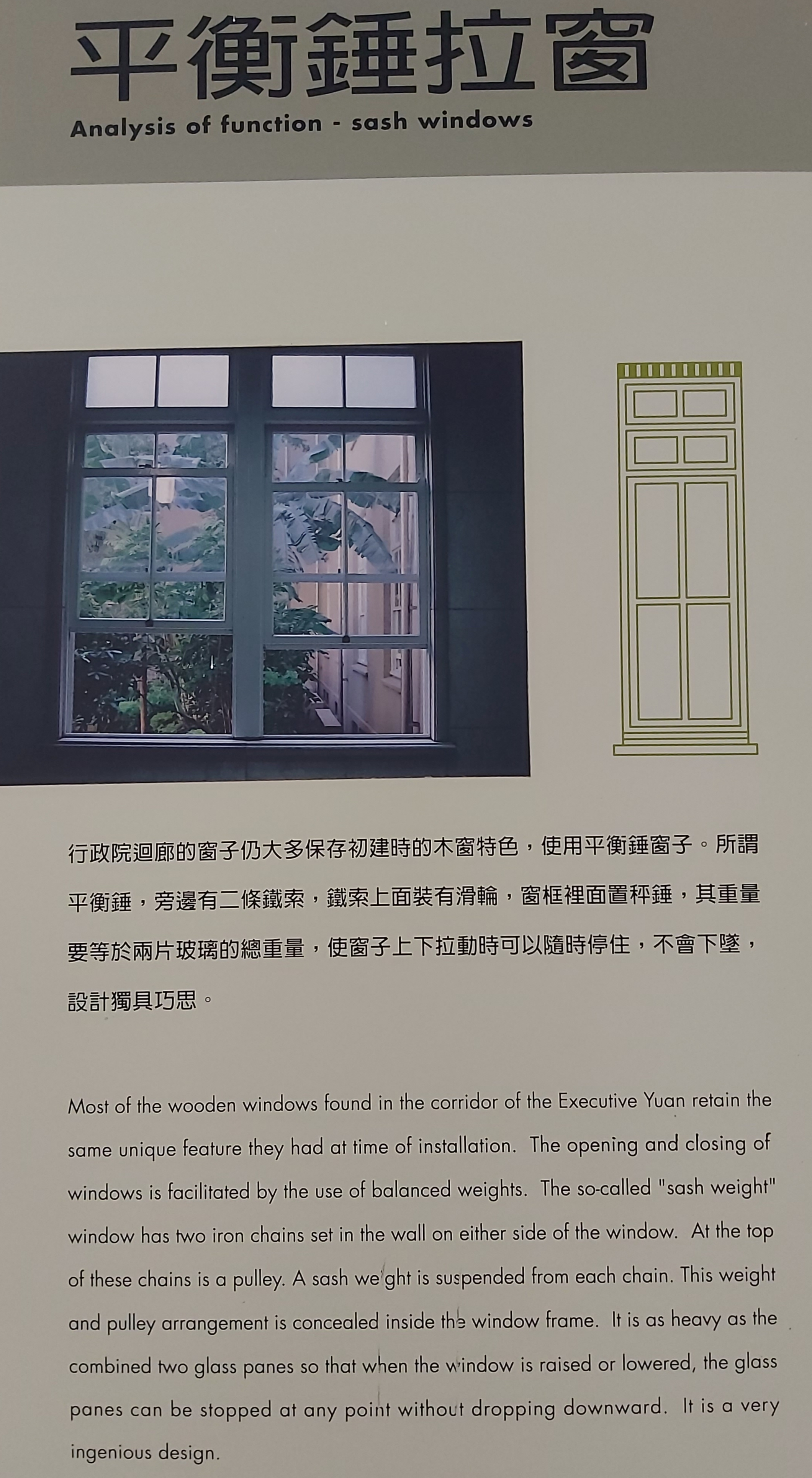
平衡錘拉窗

### 設計
由建築師井手薰所設計的行政院中央大樓，屬初期現代主義風格建築，是日治後期少數大型官署之一，各層樓面積分別為1樓1,122坪、2樓1,047坪、3樓968坪、四樓234坪。建築規畫上，行政院中央大樓的平面呈現「日」字型，棟高四層，四周作辦公室，中央部分則作為集會堂使用。
行政院中央大樓的建築平面屬新穎的古典對稱式設計，主入口的正立面設有一對方柱，使用簡化的柱頭裝飾；建築內、外側則設有迴廊及突出式的弧形陽台，能夠加強水平、流線感。
而外牆部分則貼有大面積的褐色二丁掛瓷磚，俗稱「國防色面磚」，僅柱子、門亭採別於褐色的白色設計，具有防空保護色的作用。大樓屋頂以水平設計，外觀、室內牆面皆強調水平面設計，建築風格深受世界潮流影響。 
根據早期的設計規劃圖，原規劃計畫在中央入口興建一座高塔，但最終並未興建。

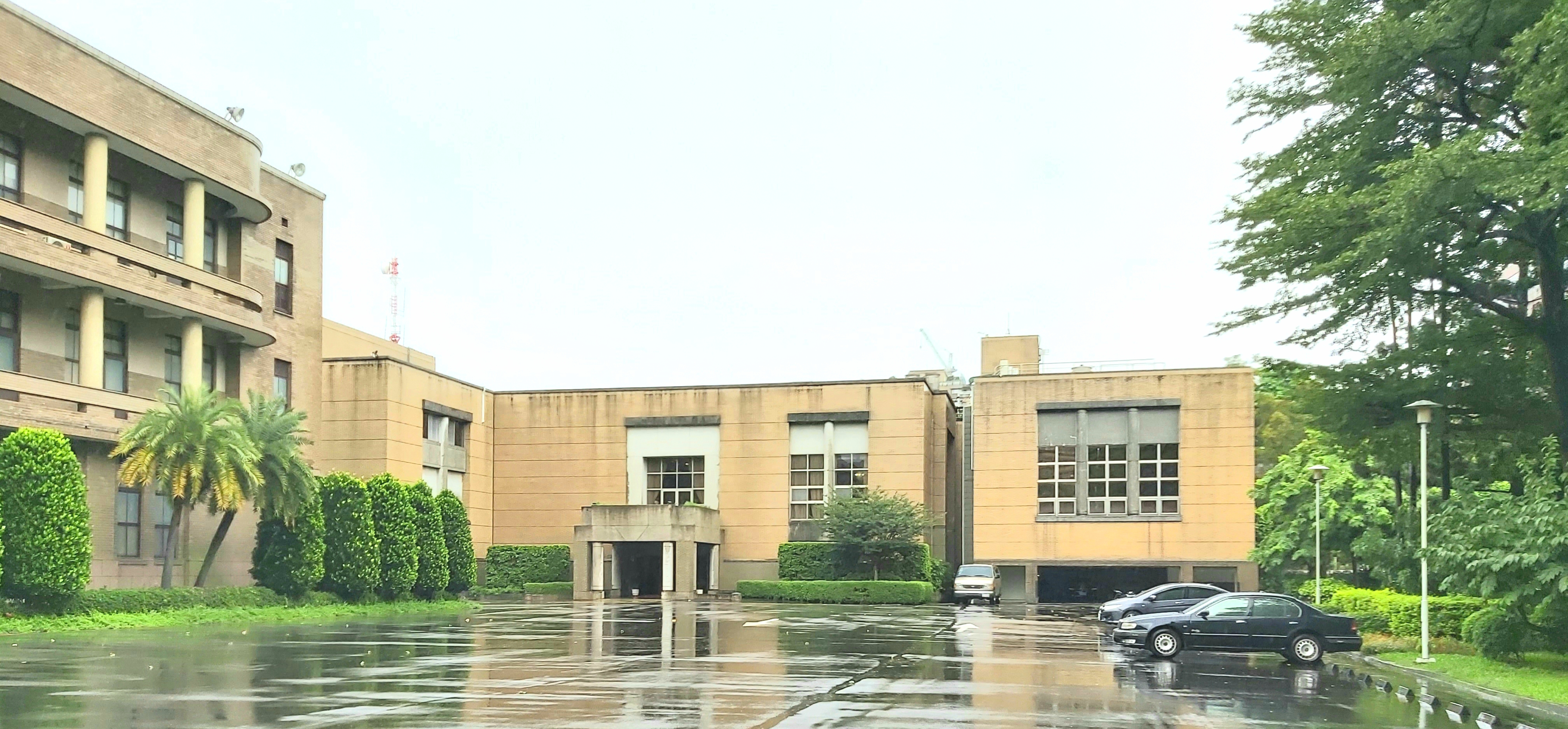
貴賓接待室
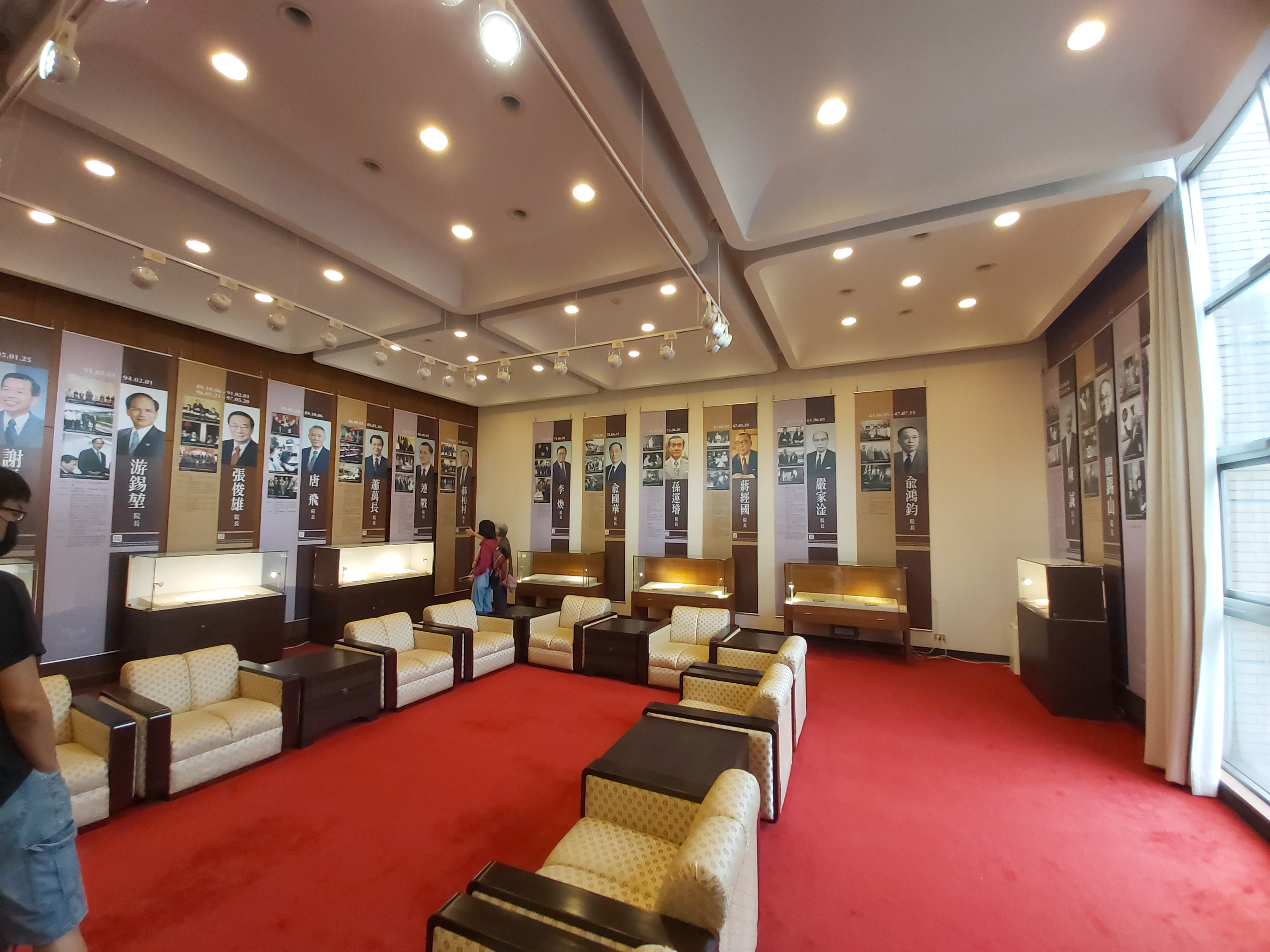
貴賓室
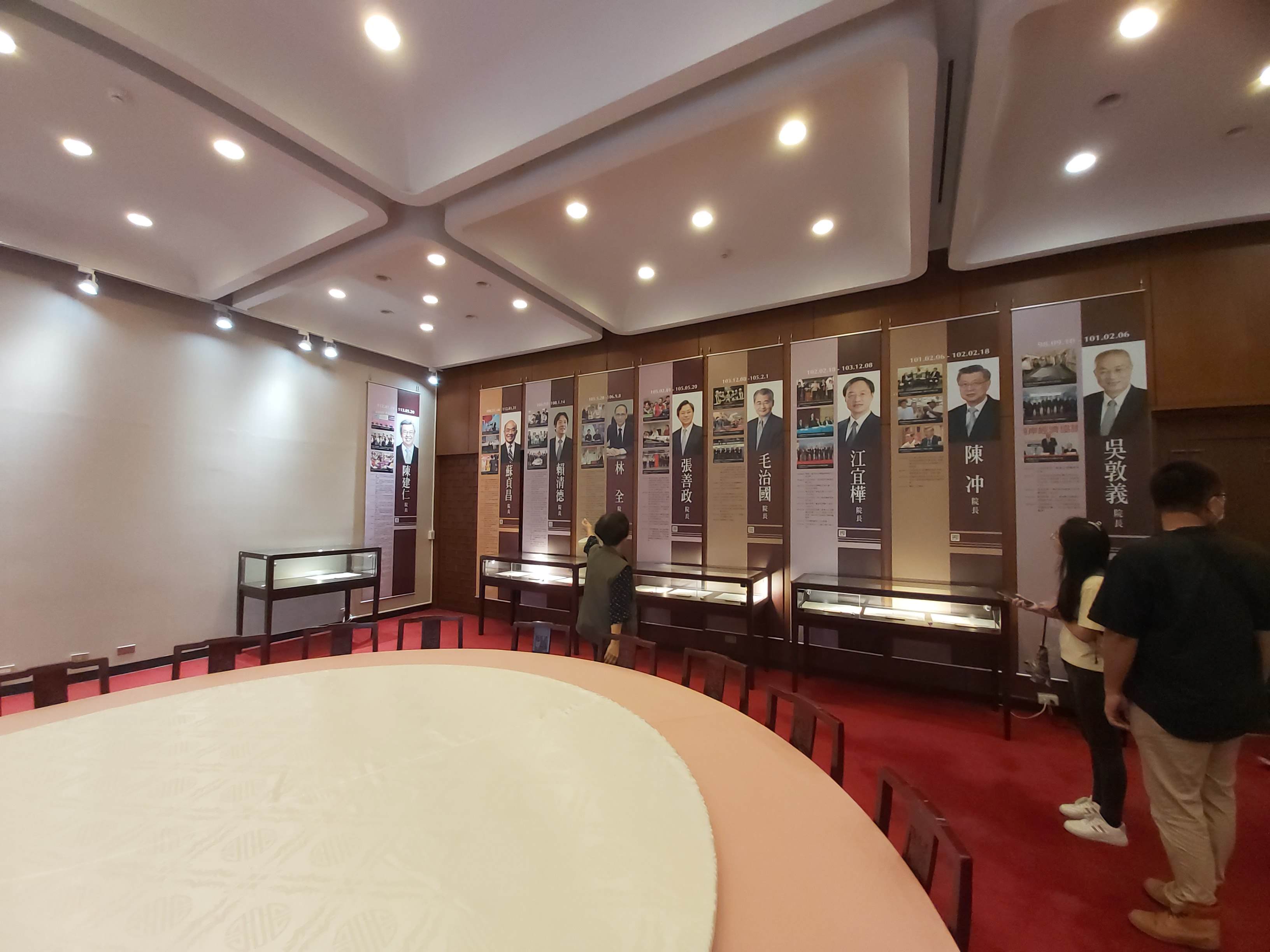
珍貴文物展示區
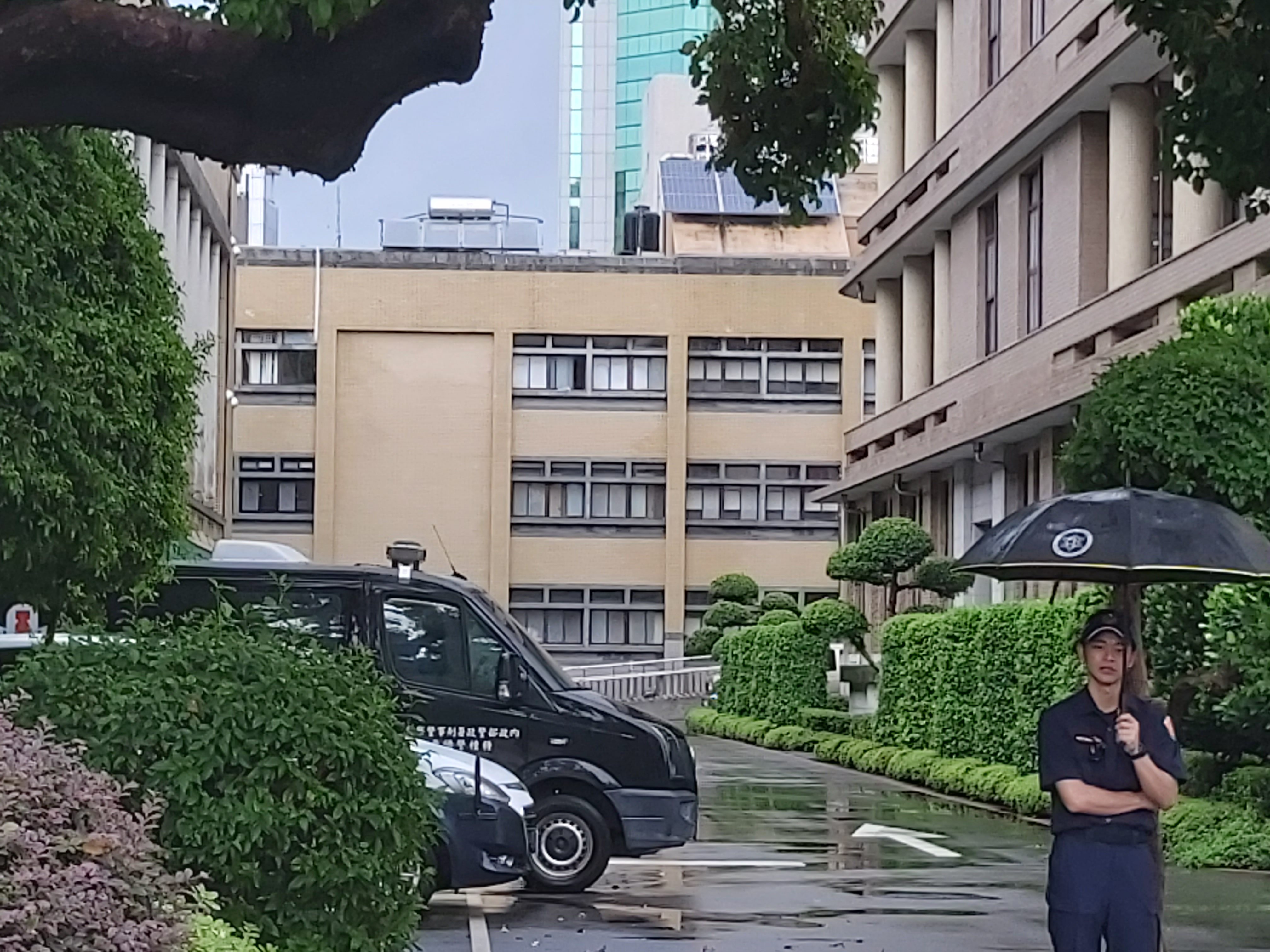
餐廳大樓

### 建材與工法
行政院中央大樓的建築主體以鋼骨與鋼筋混凝土兩種結構興建，建材採用上，外牆以褐色二丁掛瓷磚鋪設；建築內部的牆壁則以屬於預鑄工法的方式，以產自宜蘭的寒水石、七厘石透過磨石子呈現不同色澤的水平帶裝飾；設於建築四邊中段的樓梯，則以鋼骨鋼筋混凝土式的結構建造，具良好耐震性。

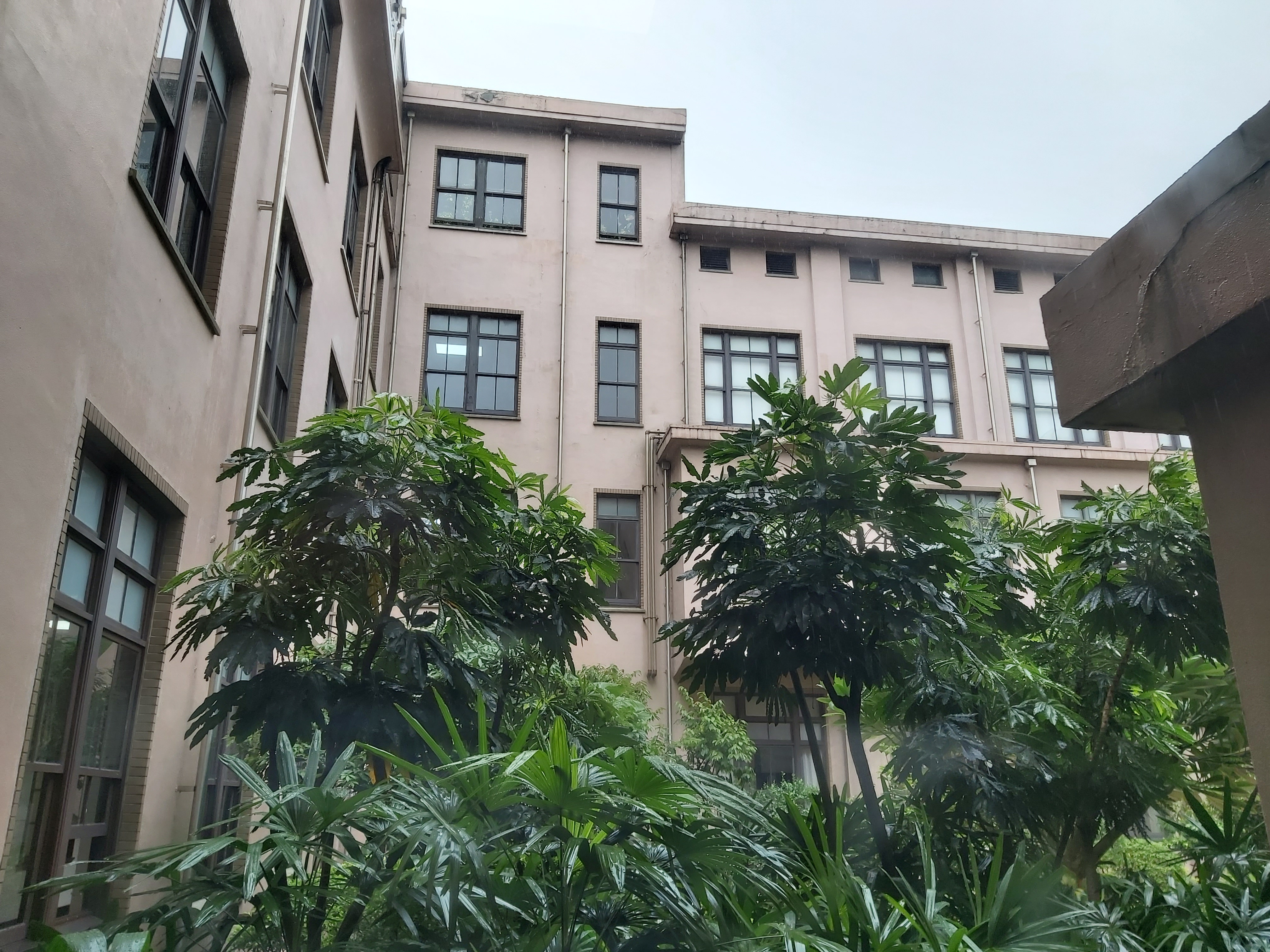
東天井
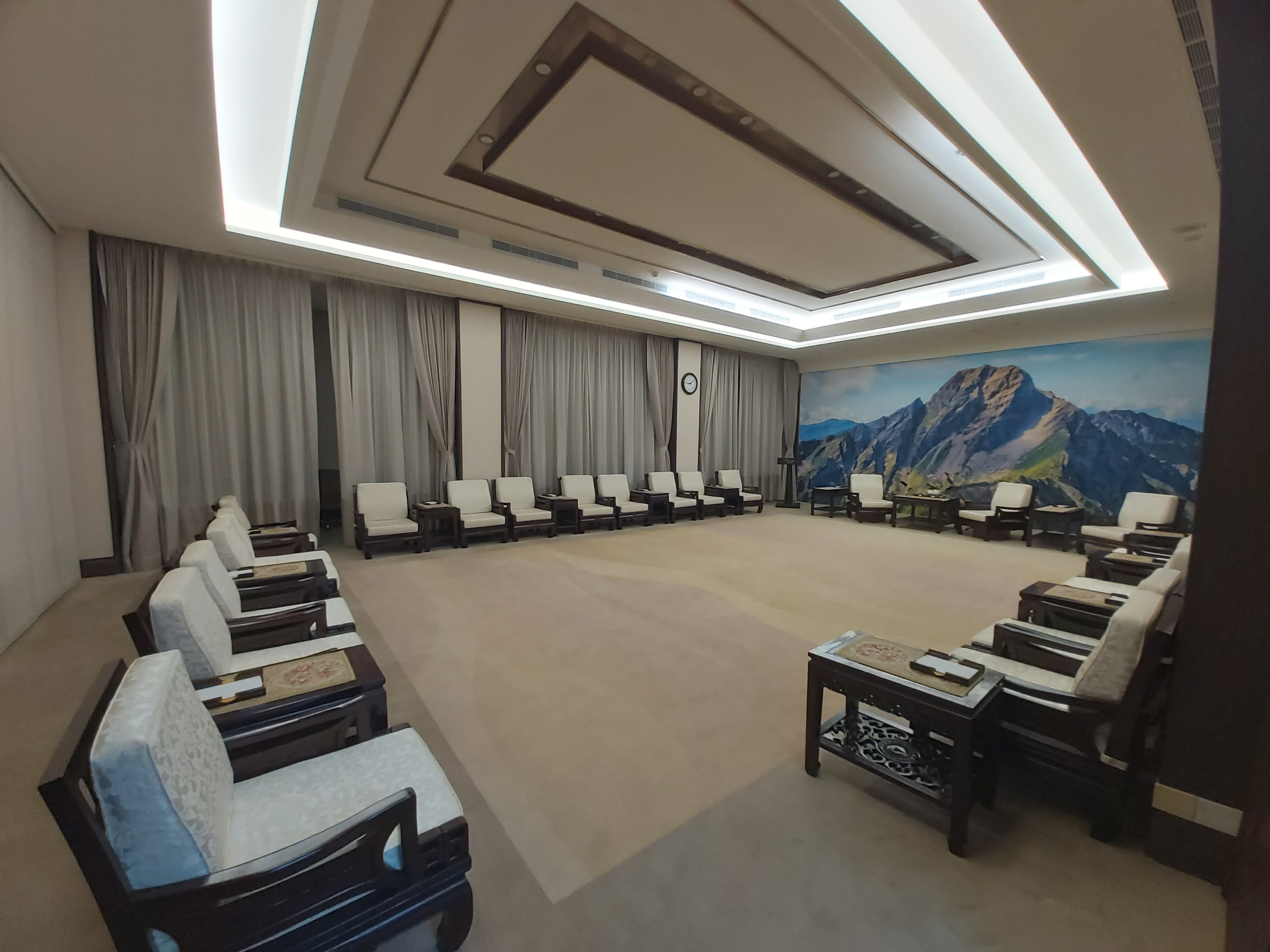
玉山廳
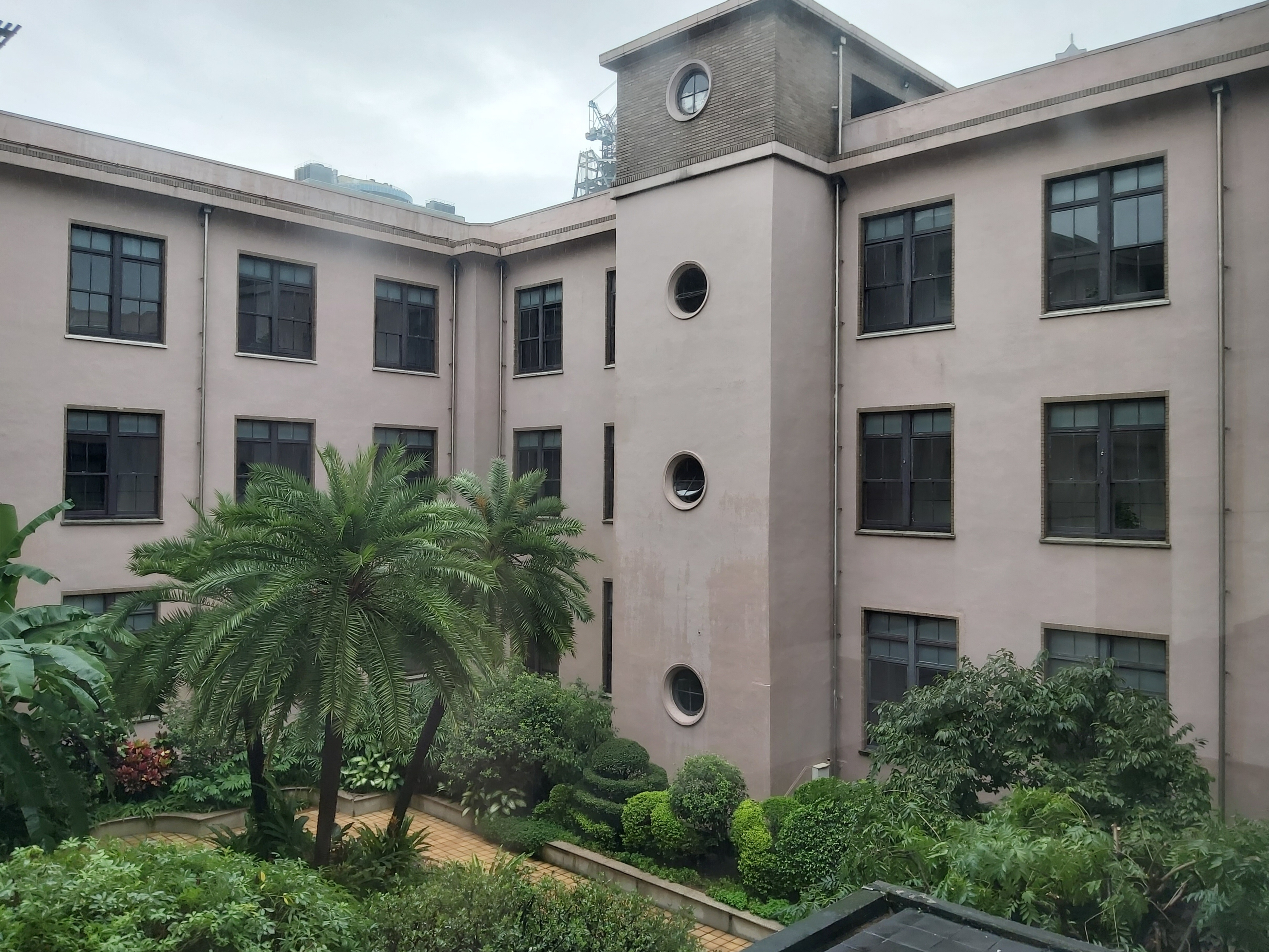
西天井

## 軼事
2014年3月23日，太陽花學運連帶引發的佔領行政院事件，除造成行政院中央大樓1樓4扇木門、2塊木門上方玻璃以及11塊窗戶玻璃破損外，部分牆面遭到民眾塗鴉，麥克風等新聞中心器材不翼而飛，損失金額達新台幣300萬元，後續由文化部文化資產局協助修復完成。